# Rosquilla
Una rosquilla és un pastís petit fet a base d'ous i de sucre o altra pasta en figura de rosca. Es tracta d'un tipus de pastís conegut amb variants arreu del món i especialment estès per Espanya, sent molt típic de Madrid, on se'l coneix amb diversos noms, així com a Galícia i per la serralada Cantàbrica. En aquestes regions és tradicional consumir-lo durant les festes de Setmana Santa. Als Països Catalans també se'n consumeixen per aquestes dates, tot i que se'ls anomena normalment 'bunyols' i no tenen especialment forma de rosca.